# Danish Defence League
Danish Defence League (DDL) er en islamofobisk og højreorienteret organisation. Danish Defence League blev stiftet den 28. august 2010. Organisationen tager afstand fra islamisme, nazisme, kommunisme og fascisme. Men er dog flere gange sat i forbindelse med højreradikale aktiviteter og hooliganisme. 

## Stiftelse, aktioner og medieomtale

### Moské-aktion i Nakskov
Et antal medlemmer af DDL satte natten til den 5. juni 2011 et banner, klistermærker og "racistiske tekster" op på en moské i Nakskov.
Dette medførte at den daværende formand Bo Vilbrand og et andet medlem blev anholdt og sigtet for overtrædelse af Straffelovens racismeparagraf.

### Demonstration i Aarhus
Danish Defence League afholdt 31. marts 2012 under stor mediebevågenhed en demonstration under rubrikken European Counter-Jihad Meeting i Mølleparken i Aarhus med deltagere fra en række europæiske lande og lederen for English Defence League, Tommy Robinson, som hovedtaler. Der blev på forhånd bebudet en international mobilisering og et massivt fremmøde. Det samlede deltagerantal skønnedes efterfølgende til at være op mod 200 deltagere. 
Der blev afholdt en bredt favnende moddemonstration med op mod 5.000 deltagere på Bispetorv få hundrede meter fra Mølleparken. Moddemonstrationen gik under navnet Aarhus for mangfoldighed og blev organiseret med støtte fra et samlet Aarhus Byråd af et initiativ med udspring i fagbevægelsen, studenterorganisationer, partier på venstrefløjen samt jødiske og etniske interesseorganisationer. 
En del af demonstranterne kom fra Antifascistisk Aktions mobilisering på den yderste venstrefløj. Ifølge Antifascistisk Aktion rejste 600 aktivister fra København og andre landsdele. Derudover deltog udenlandske venstreorienterede fra hovedsageligt Sydsverige og Oslo og Bergen i Norge. Faren for sammenstød mellem yderfløjene resulterede i et større politiopbud der blev betegnet som det største i nyere tid i Jylland, men opbuddet kunne ikke forhindre mindre grupper af demonstranter i at bryde ud af "Aarhus for Mangfoldigheds" demonstration og opsøge direkte konfrontation med deltagerne i Danish Defence Leagues demonstration. 
Der opstod på et tidspunkt opløb mod politiets kæder i Mølleparken med deltagelse af venstreradikale, immigranter og tililende deltagere i DDL's demonstration. Direkte konfrontation og slagsmål blev dog i store træk forhindret af politiet, der foretog en masseanholdelse. Andre udbrydere fra moddemonstrationen byggede senere barrikader i deres skærmydsler med politiet, og DDL's bus blev angrebet med kasteskyts og beskadiget på vejen ud af Aarhus. Opløbene resulterede i løbet af dagen i anholdelsen af 83 personer.. Fem af disse blev efterfølgende varetægtsfængslet, deraf en for overtrædelse af udlændingeloven.. 
Demonstranterne, der deltog i balladen, blev af ledelsen for "Aarhus for mangfoldighed" afskrevet som "professionelle ballademagere".
Det er uklart om DDL stadig er aktiv. 